# Anastegina
Anastegina es un género de foraminífero bentónico considerado un sinónimo posterior de Operculina de la familia Nummulitidae, de la superfamilia Nummulitoidea, del suborden Rotaliina y del orden Rotaliida. Su especie tipo era Anastegina strigoniensis. Su rango cronoestratigráfico abarcaba el Holoceno.

## Clasificación
Anastegina incluye a la siguiente especie:
- Anastegina strigoniensis